# Élections constituantes de 1945 en Algérie française
 (octobre 2022).
Les élections constituantes françaises de 1945 se déroulent le 21 octobre.

## Mode de scrutin
Les députés métropolitains sont élus selon le système de représentation proportionnelle suivant la règle de la plus forte moyenne dans le département, sans panachage ni vote préférentiel. Il y a 586 sièges à pourvoir.
En Algérie française, vingt-six députés sont à élire.
Le gouvernement provisoire applique le même calcul qu'en métropole pour les citoyens français d'Algérie, ce qui donne 13 députés à élire. Ce résultat détermine aussi le nombre de députés pour les Non-Citoyens.
Ce procédé ne tient pas compte de la grande différence démographique entre les deux collèges et encore moins de la population générale. Les femmes non-citoyennes sont exclus du vote.
Treize sièges pour le Collège des Citoyens et donc treize sièges aussi pour celui des non-citoyens.
Ils sont répartis entre les trois département français d'Algérie en fonction de leurs populations respectives.

## Élus
Les vingt-six députés élus sont : 
| Identité                       | Parti\| | Parti\|           |
| ------------------------------ | ------- | ----------------- |
| Mohammed Saleh Bendjelloul     |         | Musulman algérien |
| Hachemi Benchennouf            |         | Musulman algérien |
| Allaoua Ben Aly Chérif         |         | Musulman algérien |
| Smaïl Lakhdari                 |         | Musulman algérien |
| Kheladi Ben Miloud             |         | Musulman algérien |
| Mohammed Ben Kritly            |         | Musulman algérien |
| Omar Boukli-Hacène             |         | Musulman algérien |
| Pierre Fayet                   |         | PCF               |
| Paul Tubert                    |         | PCF               |
| Amar Ouzegane                  |         | PCF               |
| Mohamed Chouadria              |         | PCF               |
| Alice Sportisse Gomez-Nadal    |         | PCF               |
| Camille Larribère              |         | PCF               |
| Bachir Abdelouahab             |         | SFIO              |
| Abderrahmane Bouthiba          |         | SFIO              |
| Daoud Ben Saïd (Mohand Achour) |         | SFIO              |
| Mohamed Boumali                |         | SFIO              |
| Raoul Borra                    |         | SFIO              |
| Maurice Rabier                 |         | SFIO              |
| Paul Viard                     |         | MRP               |
| Marcel Ribère                  |         | MRP               |
| Marcel Gatuing                 |         | MRP               |
| Auguste Rencurel               |         | Rad-Soc           |
| Paul Cuttoli                   |         | Rad-Soc           |
| Léon Deyron                    |         | Rad-Soc           |
| François Quilici               |         | PPUS              |

## Résultats

### Résultats à l'échelle du département

#### Collège des Citoyens
| Parti          | Parti          | Tête de liste    | Résultats | Résultats | Résultats |  |
| Parti          | Parti          | Tête de liste    | Voix      | %         | Sièges    |  |
| -------------- | -------------- | ---------------- | --------- | --------- | --------- |  |
|                | PCF            | Pierre Fayet     | 82 669    | 24,75     | 4         |  |
|                | SFIO           | Maurice Rabier   | 71 134    | 21,30     | 2         |  |
|                | MRP            | Paul Viard       | 67 301    | 20,15     | 3         |  |
|                | Rad            | Paul Cuttoli     | 63 456    | 19,00     | 3         |  |
|                | PPUS           | François Quilici | 28 845    | 8,64      | 1         |  |
|                | Rép.ind        | Adolphe Aumeran  | 14 725    | 4,41      | 0         |  |
|                | UDSR           | Georges Sicard   | 5 837     | 1,75      | 0         |  |
|                |                |                  |           |           |           |  |
| Inscrits       | Inscrits       | Inscrits         | 501 826   | 100       | 13        |  |
| Abstentions    | Abstentions    | Abstentions      | 159 364   | 31,76     |           |  |
| Votants        | Votants        | Votants          | 342 462   | 68,24     |           |  |
| Blancs et nuls | Blancs et nuls | Blancs et nuls   | 8 495     | 2,48      |           |  |
| Exprimés       | Exprimés       | Exprimés         | 333 967   | 97,52     |           |  |

#### Collège des Non-Citoyens
| Parti          | Parti          | Tête de liste              | Résultats | Résultats | Résultats |  |
| Parti          | Parti          | Tête de liste              | Voix      | %         | Sièges    |  |
| -------------- | -------------- | -------------------------- | --------- | --------- | --------- |  |
|                | Musulman Alg.  | Mohammed Saleh Bendjelloul | 354 765   | 50,09     | 7         |  |
|                | SFIO           | Abderrahmane Bouthiba      | 199 743   | 28,20     | 4         |  |
|                | PCF            | Amar Ouzegane              | 136 243   | 19,24     | 2         |  |
|                | Rad            | Abdennour Tamzali          | 17 435    | 2,46      | 0         |  |
|                |                |                            |           |           |           |  |
| Inscrits       | Inscrits       | Inscrits                   | 1 341 978 | 100       | 13        |  |
| Abstentions    | Abstentions    | Abstentions                | 620 527   | 46,24     |           |  |
| Votants        | Votants        | Votants                    | 721 451   | 53,76     |           |  |
| Blancs et nuls | Blancs et nuls | Blancs et nuls             | 13 203    | 1,83      |           |  |
| Exprimés       | Exprimés       | Exprimés                   | 708 248   | 98,17     |           |  |

### Département d'Alger

#### Collège des Citoyens
| Parti    | Parti    | Tête de liste    | Résultats | Résultats | Sièges |
| Parti    | Parti    | Tête de liste    | Voix      | %         | Sièges |
| -------- | -------- | ---------------- | --------- | --------- | ------ |
|          | PCF      | Pierre Fayet     | 41 622    | 29.86     | 2      |
|          | App.MRP  | Paul Viard       | 40 061    | 28.74     | 2      |
|          | Rad-Soc  | Auguste Rencurel | 23 405    | 16.79     | 1      |
|          | SFIO     | Antonin Chatanay | 19 592    | 14.05     | 0      |
|          | Rép.ind  | Adolphe Aumeran  | 14 725    | 10.56     | 0      |
|          |          |                  |           |           |        |
| Inscrits | Inscrits | Inscrits         | 209 222   |           | 5      |
| Votants  | Votants  | Votants          | 143 432   | 68.56     |        |
| Exprimés | Exprimés | Exprimés         | 139 405   | 97.19     |        |

#### Collège des Musulmans Non-Citoyens
| Parti    | Parti       | Tête de liste      | Résultats | Résultats | Sièges |
| Parti    | Parti       | Tête de liste      | Voix      | %         | Sièges |
| -------- | ----------- | ------------------ | --------- | --------- | ------ |
|          | App.SFIO    | Bachir Abdelouahab | 136 109   | 57.72     | 3      |
|          | PCF         | Amar Ouzegane      | 82 235    | 34.89     | 1      |
|          | App.Rad-Soc | Abdennour Tamzali  | 17 435    | 7.39      | 0      |
|          |             |                    |           |           |        |
| Inscrits | Inscrits    | Inscrits           | 460 826   |           | 4      |
| Votants  | Votants     | Votants            | 241 048   | 52.31     |        |
| Exprimés | Exprimés    | Exprimés           | 235 829   | 97.84     |        |

### Département de Constantine

#### Collège des Citoyens
| Parti    | Parti    | Tête de liste  | Résultats | Résultats | Sièges |
| Parti    | Parti    | Tête de liste  | Voix      | %         | Sièges |
| -------- | -------- | -------------- | --------- | --------- | ------ |
|          | Rad-Soc  | Paul Cuttoli   | 24 688    | 36.95     | 2      |
|          | SFIO     | Raoul Borra    | 23 073    | 34.53     | 1      |
|          | MRP      | Georges Febvre | 10 725    | 16.05     | 0      |
|          | PCF      | Paul Estorges  | 8 335     | 12.47     | 0      |
|          |          |                |           |           |        |
| Inscrits | Inscrits | Inscrits       | 103 026   |           | 3      |
| Votants  | Votants  | Votants        | 68 409    | 66.40     |        |
| Exprimés | Exprimés | Exprimés       | 66 821    | 97.68     |        |

#### Collège des Français Musulmans
| Parti    | Parti         | Tête de liste              | Résultats | Résultats | Sièges |
| Parti    | Parti         | Tête de liste              | Voix      | %         | Sièges |
| -------- | ------------- | -------------------------- | --------- | --------- | ------ |
|          | Musulman Alg. | Mohammed Saleh Bendjelloul | 192 545   | 65.70     | 4      |
|          | App.SFIO      | Mohamed Boumali            | 58 637    | 20.07     | 1      |
|          | PCF           | Mohamaed Chouadia          | 41 901    | 14.30     | 1      |
|          |               |                            |           |           |        |
| Inscrits | Inscrits      | Inscrits                   | 586 322   |           | 6      |
| Votants  | Votants       | Votants                    | 299 199   | 51.03     |        |
| Exprimés | Exprimés      | Exprimés                   | 293 083   | 97.96     |        |

### Département d'Oran

#### Collège des Citoyens Français Musulmans et Non-Musulmans
| Parti    | Parti    | Tête de liste               | Résultats | Résultats | Sièges |
| Parti    | Parti    | Tête de liste               | Voix      | %         | Sièges |
| -------- | -------- | --------------------------- | --------- | --------- | ------ |
|          | PCF      | Alice Sportisse Gomez-Nadal | 32 712    | 25.61     | 2      |
|          | PPUS     | François Quilici            | 28 845    | 22.58     | 1      |
|          | SFIO     | Maurice Rabier              | 28 469    | 22.29     | 1      |
|          | MRP      | Marcel Gatuing              | 16 515    | 12.93     | 1      |
|          | Rad-Soc  | Pascal Muselli              | 15 363    | 12.03     | 0      |
|          | UDSR     | Georges Sicard              | 5 837     | 4.57      | 0      |
|          |          |                             |           |           |        |
| Inscrits | Inscrits | Inscrits                    | 189 578   |           | 5      |
| Votants  | Votants  | Votants                     | 130 621   | 68.90     |        |
| Exprimés | Exprimés | Exprimés                    | 127 741   | 97.80     |        |

#### Collège des Non-Citoyens
Cette élection sera annulée le 26 février 1946 pour pressions administratives, violences et violation du secret du vote.
| Parti    | Parti         | Tête de liste      | Résultats | Résultats | Sièges |
| Parti    | Parti         | Tête de liste      | Voix      | %         | Sièges |
| -------- | ------------- | ------------------ | --------- | --------- | ------ |
|          | Musulman Alg. | Khelladi Benmiloud | 103 261   | 57.58     | 2      |
|          | Musulman Alg. | Omar Boukli-Hacène | 58 959    | 32.88     | 1      |
|          | PCF           | Hachemaoui M'Hamed | 12 107    | 6.75      | 0      |
|          | SFIO          | Allel Sadoun       | 5 000     | 2.79      | 0      |
|          |               |                    |           |           |        |
| Inscrits | Inscrits      | Inscrits           | 294 830   |           | 3      |
| Votants  | Votants       | Votants            | 181 204   | 61.46     |        |
| Exprimés | Exprimés      | Exprimés           | 179 336   | 98.97     |        |